# الامپس
الامپس (به فرانسوی: Allamps) یک کامین در فرانسه است که در Canton of Colombey-les-Belles واقع شده‌است.

## خصوصیات
الامپس ۷٫۲۱ کیلومترمربع مساحت و ۵۲۱ نفر جمعیت دارد و ۳۲۵ متر بالاتر از سطح دریا واقع شده‌است.